# Dieter Ehrlich (Hockeyspieler)
Dieter Walter Ehrlich (* 20. September 1941 in Dohna) ist ein ehemaliger deutscher Hockeyspieler aus der DDR.

## Karriere
Dieter Ehrlich spielte für den SC Motor Jena, mit dem er zwischen 1961 und 1970 jeweils fünfmal DDR-Meister im Feldhockey und im Hallenhockey war.
Von 1962 bis 1968 wirkte Bahner in 61 Länderspielen der DDR-Nationalmannschaft mit. Beim Hockeyturnier der Olympischen Spiele 1964 in Tokio gab es einen Startplatz für die gesamtdeutsche Mannschaft. Die Mannschaften aus der Bundesrepublik und aus der DDR sollten in zwei Spielen die teilnehmende Mannschaft ermitteln. Nachdem die ersten beiden Spielen für die beiden Teams mit einem Sieg und einer Niederlage geendet hatten, wurden zwei weitere Spiele angesetzt. Mit einem Sieg und einem Unentschieden setzte sich die DDR-Mannschaft durch. Beim Turnier in Tokio belegte die Mannschaft aus der DDR mit zwei Siegen und fünf Unentschieden den dritten Platz in ihrer Gruppe. In den Platzierungsspielen erreichte die Auswahl mit zwei Siegen den fünften Platz. Dieter Ehrlich erzielte als Halbstürmer in neun Spielen sechs Tore, unter anderem zwei im Spiel um den fünften Platz gegen die kenianische Mannschaft.
Vier Jahre später nahmen beide deutschen Mannschaften an den Olympischen Spielen 1968 in Mexiko-Stadt teil. In der Vorrunde gewann die DDR-Auswahl zwei Spiele, spielte zweimal Unentschieden und verlor drei Partien, darunter die gegen das Team aus der Bundesrepublik. Letztlich belegte die Mannschaft aus der DDR den elften Platz. Ehrlich wirkte in allen acht Partien seiner Mannschaft mit, sein einziges Tor erzielte er in der Vorrunde gegen Mexiko.